# IC 2560
IC 2560 هي مجرة حلزونية تبعد حوالي 110 مليون سنة ضوئية عن الأرض تقع في كوكبة مفرغة الهواء. ولها هيكل متميز في المركز. يوجد ثقب أسود هائل في جوهرها لديها (كتلة شمسية)4.4+4.4
−2.2×106 M☉.

## وصلات خارجية
- IC 2560 على موقع ويكي سكاي: DSS2, SDSS, GALEX, IRAS, Hydrogen α, X-Ray, Astrophoto, Sky Map, Articles and images